# Rolling Meadows (Illinois)
Rolling Meadows (Illinois) város az USA Illinois államában, Cook megyében. Lakosainak száma 24 200 fő (2020. április 1.).

## Népesség
A település népességének változása:
| Lakosok száma | 10 879 | 24 099 | 24 200 |
|               | 1960   | 2010   | 2020   |